# 基本星表
基本星表（きほんせいひょう、基本カタログ、英語:fundamental catalogue）は位置記録の正確性の高い星表のことである。記載されている星の数は少ないが、位置の精度が非常に高い。このため、星の位置の相関関係から基準座標系を定義できる。現在までに6冊の双書が刊行された。
略称はドイツ語のFundamental-KatalogからFKである。FKX xxxxのようにXに改訂の番号、xxxxに星の番号を入れる。たとえばおひつじ座α星はFK5 74である。

## 更新改訂

### FK
最初の基本星表は1907年、ドイツのベルリン天文年鑑に付属して発行された。

### FK3
FK3（Third Fundamental Catalogue、第3基本星表）が1937年に発行された。873個の星を網羅していた。位置を正確に定義した星表では最も初めのものである。FK4の登場まではこの星表が基準となった。この当時のシステムはFK6にいたるまで継続されている。

### FK4
FK4（Fourth Fundamental Catalogue、第4基本星表）は1963年に測定し発行され、元期1,950.0から1,975.0までの1,535の星が記載された。ドイツ、ハイデルベルク大学の天文計算研究所で測定され、FK3よりも精度がかなり高くなっている。
FK4S（Fourth Fundamental Catalogue's Supplement、第4基本星表補足）ではFK4に記載された量より多い1,987の星を修正、追補している。

### FK5
FK5（Fifth Fundamental Catalogue、第5基本星表）は1988年にFK4の星を最新の観測記録に更新し1,535個の星の位置を記載している。これは旧式化してクエーサー基礎の国際天文基準座標(ICRF)が導入された。
1991年のFK5の拡張版では3,117の基本恒星が追加された。拡張版は第二三角分点として

### FK6
FK6（Sixth Fundamental Catalogue、第6基本星表）は2000年にFK5の星を最新の観測記録に更新し、ヒッパルコス衛星の情報を持ったICRFと相関している。基準になる星の選択、重星の除去などによって位置精度はほとんどの星表の中でも最大である。FK6(I)とFK6(III)の二編からなっており、FK6(I)には878個の恒星が、FK6(III)には3,272個の恒星が記載されている。両方ともFK5の更新であり、ヒッパルコス星表の情報を使用している。